# ألعاب القوى في الألعاب البارالمبية الصيفية 1980
تضمنت ألعاب القوى في الألعاب البارالمبية الصيفية 1980 275 حدثًا. شهدت الألعاب مشاركة 1،973 رياضي بارالمبي من 43 دولة تنافسوا في 13 رياضة.
قائمة الرياضات الكاملة كانت؛ الرماية، ألعاب القوى لذوي الاحتياجات الخاصة، دارتشيري، بولينج الحدائق، كرة الهدف، الرماية للرياضة البارالمبية، السباحة البارالمبية، كرة الطاولة، الكرة الطائرة جلوس، رفع الأثقال، كرة السلة على الكراسي المتحركة، المبارزة على الكراسي المتحركة والمصارعة.
الولايات المتحدة وبولندا تعادلتا في الحصول على أكثر عدد من الميداليات الذهبية في أرنهيم، حيث حصلت الولايات المتحدة على 195 ميدالية إجمالية وأنهت بولندا بـ 177. ألمانيا، كندا وبريطانيا العظمى أنهوا المراكز الخمسة الأولى في جدول الميداليات. جزر البهاما، جامايكا، كينيا، الكويت، لوكسمبورغ، السودان وزيمبابوي فازوا بميدالياتهم الأولى في هذه المنافسة.

## الدول المشاركة
- الأرجنتين (5)
- أستراليا (36)
- النمسا (36)
- جزر البهاما (6)
- بلجيكا (37)
- البرازيل (1)
- كندا (66)
- كولومبيا (8)
- تشيكوسلوفاكيا (5)
- الدنمارك (25)
- مصر (28)
- فنلندا (49)
- فرنسا (21)
- بريطانيا العظمى (36)
- اليونان (5)
- هونغ كونغ (6)
- آيسلندا (3)
- إندونيسيا (12)
- جزيرة أيرلندا (17)
- إسرائيل (14)
- إيطاليا (28)
- جامايكا (13)
- اليابان (24)
- كينيا (17)
- الكويت (9)
- لوكسمبورغ (2)
- مالطا (3)
- المكسيك (23)
- هولندا (29)
- نيوزيلندا (15)
- النرويج (21)
- بولندا (43)
- إسبانيا (14)
- السودان (10)
- السويد (25)
- سويسرا (45)
- الولايات المتحدة (95)
- ألمانيا الغربية (77)
- يوغوسلافيا (24)
- زيمبابوي (3)

## ملخص الميداليات
*   البلد المضيف (مضيف)
| المرتبة | فريق                   | ذهبية | فضية | برونزية | المجموع |
| ------- | ---------------------- | ----- | ---- | ------- | ------- |
| 1       | الولايات المتحدة (USA) | 42    | 46   | 28      | 116     |
| 2       | كندا (CAN)             | 37    | 16   | 16      | 69      |
| 3       | بولندا (POL)           | 34    | 27   | 27      | 88      |
| 4       | ألمانيا الغربية (FRG)  | 31    | 26   | 24      | 81      |
| 5       | المكسيك (MEX)          | 17    | 13   | 4       | 34      |
| 6       | بريطانيا العظمى (GBR)  | 12    | 6    | 4       | 22      |
| 7       | بلجيكا (BEL)           | 11    | 7    | 8       | 26      |
| 8       | السويد (SWE)           | 10    | 5    | 4       | 19      |
| 9       | فرنسا (FRA)            | 9     | 8    | 3       | 20      |
| 10      | النرويج (NOR)          | 9     | 2    | 1       | 12      |
| 11      | النمسا (AUT)           | 8     | 12   | 7       | 27      |
| 12      | أستراليا (AUS)         | 8     | 9    | 17      | 34      |
| 13      | اليابان (JPN)          | 7     | 7    | 3       | 17      |
| 14      | فنلندا (FIN)           | 6     | 14   | 10      | 30      |
| 15      | جامايكا (JAM)          | 6     | 4    | 4       | 14      |
| 16      | نيوزيلندا (NZL)        | 5     | 4    | 4       | 13      |
| 17      | هولندا (NED)           | 4     | 8    | 11      | 23      |
| 18      | مصر (EGY)              | 4     | 4    | 2       | 10      |
| 19      | سويسرا (SUI)           | 3     | 7    | 8       | 18      |
| 20      | الدنمارك (DEN)         | 3     | 4    | 3       | 10      |
| 21      | إيطاليا (ITA)          | 2     | 3    | 5       | 10      |
| 22      | الكويت (KUW)           | 2     | 2    | 1       | 5       |
| 23      | إسرائيل (ISR)          | 1     | 7    | 9       | 17      |
| 24      | كينيا (KEN)            | 1     | 2    | 0       | 3       |
| 25      | جزيرة أيرلندا (IRL)    | 1     | 0    | 9       | 10      |
| 26      | السودان (SUD)          | 1     | 0    | 0       | 1       |
| 27      | زيمبابوي (ZIM)         | 0     | 4    | 0       | 4       |
| 28      | إسبانيا (ESP)          | 0     | 3    | 3       | 6       |
| 29      | يوغوسلافيا (YUG)       | 0     | 1    | 5       | 6       |
| 30      | الأرجنتين (ARG)        | 0     | 1    | 3       | 4       |
| 31      | جزر البهاما (BAH)      | 0     | 1    | 1       | 2       |
| 31      | هونغ كونغ (HKG)        | 0     | 1    | 1       | 2       |
| 33      | اليونان (GRE)          | 0     | 0    | 1       | 1       |
| 33      | لوكسمبورغ (LUX)        | 0     | 0    | 1       | 1       |
| المجموع | المجموع                | 274   | 254  | 227     | 755     |

### أحداث الرجال
| الحدث                       | الذهبية                                                                                        | الفضية                                                                       | البرونزية                                                                        |
| --------------------------- | ---------------------------------------------------------------------------------------------- | ---------------------------------------------------------------------------- | -------------------------------------------------------------------------------- |
| 60 م 1A                     | فرانسيسكو دي لاس فوينتيس · المكسيك                                                             | غاري بيرش · كندا                                                             | مينراد كافيغيلي · سويسرا                                                         |
| 60 م 1B                     | ليف هيدمان · السويد                                                                            | أرتورو غرانادوس · المكسيك                                                    | جورج موزاكيس · اليونان                                                           |
| 60 م 1C                     | إدواردو مونسالڤو · المكسيك                                                                     | بيدرو ساندوڤال · المكسيك                                                     | دي. ميلر · نيوزيلندا                                                             |
| 60 م A                      | ويليام ماكليود · بريطانيا العظمى                                                               | ميلفين كوبلاند · الولايات المتحدة                                            | ريتشارد كوزوش · بولندا                                                           |
| 80 م CP C                   | أندريه هاڤارد · فرنسا                                                                          | توني هاربورن · السويد                                                        | بيرتل سوان · السويد                                                              |
| 80 م CP D                   | هنريك تومسن · الدنمارك                                                                         | دوفيوير · فرنسا                                                              | أرثر غراهام · الولايات المتحدة                                                   |
| 100 م 2                     | اوسيبيو ڤالديز · المكسيك                                                                       | شافي ميروه · الكويت                                                          | غاري كير · الولايات المتحدة                                                      |
| 100 م 3                     | لارس لوفستروم · السويد                                                                         | مارك دي فوس · بلجيكا                                                         | كريس ألب · أستراليا                                                              |
| 100 م 4                     | ب. باركس · الولايات المتحدة                                                                    | رولف يوهانسون · السويد                                                       | ريتشارد أوليفر · أستراليا                                                        |
| 100 م 5                     | م. دي ماير · بلجيكا                                                                            | ميل فيتزالد · كندا                                                           | إريك هويل · أستراليا                                                             |
| 100 م ب                     | جيرزي لاندوس · بولندا                                                                          | وينفورد هاينز · الولايات المتحدة                                             | جوزيف بوكريكا · بولندا                                                           |
| 100 م ج                     | ماجيلا بيلانجر · كندا                                                                          | توني ويلز · كندا                                                             | جو إيغان · أستراليا                                                              |
| 100 متر C1                  | دينيس لابالم · كندا                                                                            | ألويس كارينر · النمسا                                                        | هنريك بياتكوسكي · بولندا                                                         |
| 100 متر D                   | ك. فاجنر · ألمانيا الغربية                                                                     | جو هاريسون · كندا                                                            | ك. ويل · ألمانيا الغربية                                                         |
| 100 متر D1 عدائين           | والتر فينك · النمسا                                                                            | لا شيء                                                                       | لا شيء                                                                           |
| 100 متر D1 كراسي متحركة     | جيم مارتينسون · الولايات المتحدة                                                               | كورت برينكمان · الولايات المتحدة                                             | والتر زيرل · النمسا                                                              |
| 100 متر E                   | هاري ياوهيينن · فنلندا                                                                         | يان كراوز · بولندا                                                           | فولفغانغ بيكل · النمسا                                                           |
| 100 م E1                    | كاتو زال بيدرسن · النرويج                                                                      | ييكوتييل جيرشوني · إسرائيل                                                   | ماركو شميت · لوكسمبورغ                                                           |
| 100 م F                     | واين لانام · أستراليا                                                                          | شينغ تشي كو · هونغ كونغ                                                      | جيرارد كولم · النمسا                                                             |
| 100 م F1                    | ماتياس بيرغ · ألمانيا الغربية                                                                  | تشارلز بيرت · كندا                                                           | ر. شارمنتكي · ألمانيا الغربية                                                    |
| 200 م 2                     | يوسبيو فالدز · المكسيك                                                                         | غاري كير · الولايات المتحدة                                                  | ج. م. اوفييدو · المكسيك                                                          |
| 200 م 3                     | مايك نوجنت · أستراليا                                                                          | مارك دي فوس · بلجيكا                                                         | كريس ألب · أستراليا                                                              |
| 400 متر 2                   | Eusebio Valdez · المكسيك                                                                       | Gary Kerr · الولايات المتحدة                                                 | Shafy Meraweh · الكويت                                                           |
| 400 متر 3                   | Marc de Vos · بلجيكا                                                                           | Mike Nugent · أستراليا                                                       | Fred Pointer · أستراليا                                                          |
| 400 متر A                   | Patrick York · كندا                                                                            | Klaus Meyer · ألمانيا الغربية                                                | J. W. Visser · هولندا                                                            |
| 400 متر B                   | Jerzy Landos · بولندا                                                                          | Jozef Pokrywka · بولندا                                                      | Freddy Matton · بلجيكا                                                           |
| 400 متر C                   | Jurgen Johann · ألمانيا الغربية                                                                | Karl Brunner · النمسا                                                        | Joe Egan · أستراليا                                                              |
| 400 متر C1                  | ألويس كارنر · النمسا                                                                           | ميتشيسلاف مامنسكي · بولندا                                                   | لا أحد                                                                           |
| 400 متر D                   | جو هاريسون · كندا                                                                              | ك. ويل · ألمانيا الغربية                                                     | ك. واجنر · ألمانيا الغربية                                                       |
| 400 متر D1 للمشاة           | فالتر فينك · النمسا                                                                            | لا أحد                                                                       | لا أحد                                                                           |
| 400 متر D1 للكراسي المتحركة | كورت برينكمان · الولايات المتحدة                                                               | جيم مارتنسون · الولايات المتحدة                                              | ج. فينش · الولايات المتحدة                                                       |
| 400 متر E                   | هاري يوهاينن · فنلندا                                                                          | يان كراوز · بولندا                                                           | ر. ليندبرغ · فنلندا                                                              |
| 400 م E1                    | كاتو زهل بيديرسن · النرويج                                                                     | يكوتييل غيرشوني · إسرائيل                                                    | لا أحد                                                                           |
| 400 م F                     | ماريان فيرزبيكي · بولندا                                                                       | وين لانهام · أستراليا                                                        | غيرهارد كولم · النمسا                                                            |
| 400 م F1                    | ماتياس بيرغ · ألمانيا الغربية                                                                  | ر. شارمنتكه · ألمانيا الغربية                                                | تشارلز بارت · كندا                                                               |
| 800 م 4                     | ريك هانسن · كندا                                                                               | بي. باركس · الولايات المتحدة                                                 | أورييل مارتينيز · المكسيك                                                        |
| 800 م 5                     | ميل فيتزجيرالد · كندا                                                                          | إريك هوبيلي · أستراليا                                                       | إي. إتش. روك · هولندا                                                            |
| 800 م CP C                  | بيرتيل شون · السويد                                                                            | توني هاربرن · السويد                                                         | ماريو بانيكو · إيطاليا                                                           |
| 800 م CP D                  | جوناس أندرسون · السويد                                                                         | هنريك تومسن · الدنمارك                                                       | دوفيفييه · فرنسا                                                                 |
| 1500 م 4                    | B. باركس · الولايات المتحدة                                                                    | ريك هانسن · كندا                                                             | ريمي فان أوفيم · بلجيكا                                                          |
| 1500 م 5                    | ميل فيتزجيرالد · كندا                                                                          | E. H. روك · هولندا                                                           | إريك هوبل · أستراليا                                                             |
| 1500 م A                    | جاك بيلون · كندا                                                                               | يورند غاسيمير · النرويج                                                      | هانس أنطون ألين · النرويج                                                        |
| 1500 م ب                    | بول إنجليش · كندا                                                                              | ليامون ستانسيل · الولايات المتحدة                                            | بروس سانديلاندز · أستراليا                                                       |
| 1500 م هـ                   | ر. ليندبرج · فنلندا                                                                            | كريس فيسي · كندا                                                             | يان كراوز · بولندا                                                               |
| 1500 م هـ1                  | كاتو زاهل بيديرسن · النرويج                                                                    | يكوتيل جرشوني · إسرائيل                                                      | يورين نيلسن · الدنمارك                                                           |
| 1500 م ف                    | كارل شرويدر · ألمانيا الغربية                                                                  | ج. ألكسندر · فرنسا                                                           | ج. سانتوس · إسبانيا                                                              |
| 1500 م ف1                   | خاطر عيد غريب · مصر                                                                            | لا أحد                                                                       | لا أحد                                                                           |
| 5000 م مشي A                | س. كوباياشي · اليابان                                                                          | ر. لواتونن · فنلندا                                                          | ميروسلاف يانتشيتش · يوغوسلافيا                                                   |
| 5000 م مشي B                | ديريك هووي · بريطانيا العظمى                                                                   | جيرالد أونيل · الولايات المتحدة                                              | إدي مورتن · كندا                                                                 |
| تتابع 4×60 م 1A-1C          | المكسيك (MEX) · أرتورو جرانادوس · إدواردو مونزالفو · بيدرو ساندوفال · فرانسيسكو دي لاس فوينتيس | الولايات المتحدة (USA) · ج. لويليان · ج. سلوب · ج. ثورن · د. والين           | هولندا (NED) · إي. نيهوف · سي. جي. إم. سليكيرمان · ج. سي. سميت · ج. فان دير بيلت |
| تتابع 4×80 م CP D           | الولايات المتحدة (USA)                                                                         | بلجيكا (BEL)                                                                 | الدنمارك (DEN)                                                                   |
| تتابع 4×100 م 2-5           | بلجيكا (BEL) · م. دي ماير · مارك دي فوس · ريمي فان أوفيم · بول فان وينكل                       | المكسيك (MEX) · رينيه كورونا · أورييل مارتينيز · روبن روجاس · يوثيبيو فالديز | كندا (CAN) · ميل فيتزجيرالد · ريك هانسن · رون ماينور · أندريه فيجير              |
| تتابع 4×100 م الفئة C       | ألمانيا الغربية (FRG)                                                                          | لا يوجد                                                                      | لا يوجد                                                                          |
| تتابع 4×100 م الفئة D       | ألمانيا الغربية (FRG)                                                                          | لا يوجد                                                                      | لا يوجد                                                                          |
| تتابع 4×100 م الفئة D1      | الولايات المتحدة (USA) · كيرت برينكمان · ريتشارد براينت · جيه. فينش · جيم مارتنسون             | لا يوجد                                                                      | لا يوجد                                                                          |
| تتابع 4×100 م الفئة E-F1    | ألمانيا الغربية (FRG)                                                                          | لا يوجد                                                                      | لا يوجد                                                                          |
| تتابع 4×400 م الفئة D1      | الولايات المتحدة (USA)                                                                         | لا يوجد                                                                      | لا يوجد                                                                          |
| تتابع 4×400 متر E           | ألمانيا الغربية (ألمانيا الاتحادية)                                                            | لا شيء                                                                       | لا شيء                                                                           |
| الوثب العالي A              | إريك لامبيير · كندا                                                                            | روبرت رايت · الولايات المتحدة                                                | جون بومان · الولايات المتحدة                                                     |
| الوثب العالي B              | هيروماسا ماتسوي · اليابان                                                                      | أوغست هوفر · النمسا                                                          | دبليو. كنورز · ألمانيا الغربية                                                   |
| الوثب العالي C              | يورغن يوهان · ألمانيا الغربية                                                                  | دي. جي. إيدن · نيوزيلندا                                                     |                                                                                  |
| الوثب العالي C              | يورغن يوهان · ألمانيا الغربية                                                                  | توني ويلز · كندا                                                             |                                                                                  |
| الوثب العالي د              | أرنولد بولدت · كندا                                                                            | أنتوني ويليس · بريطانيا العظمى                                               | نوربرت كولودزي · ألمانيا الغربية                                                 |
| الوثب العالي هـ             | يان كراوز · بولندا                                                                             | والتر كيسلر · سويسرا                                                         | أندريس غارسيا · إسبانيا                                                          |
| الوثب العالي ف              | غيرهارد كولم · النمسا                                                                          | إس. إشي · اليابان                                                            | نيتسان اتزمون · إسرائيل                                                          |
| الوثب الطويل أ              | جارلي جونسن · النرويج                                                                          | ماركو أنيلا · فنلندا                                                         | إيفان بوردو · كندا                                                               |
| الوثب الطويل ب              | أندريه باوليك · بولندا                                                                         | ماسافومي موراماتسو · اليابان                                                 | دبليو. كنورز · ألمانيا الغربية                                                   |
| الوثب الطويل ج              | جورج يورج · النمسا                                                                             | يورغن يوهان · ألمانيا الغربية                                                | زفي هوفمان · إسرائيل                                                             |
| الوثب الطويل CP ج           | أليكس هيرمانز · بلجيكا                                                                         | سالفين فيكارو · الولايات المتحدة                                             | ريك روس · الولايات المتحدة                                                       |
| الوثب الطويل CP د           | ب. بيير · فرنسا                                                                                | يوناس أندرسون · السويد                                                       | ماريو دي بان · بلجيكا                                                            |
| الوثب الطويل D              | أرنولد بولدت · كندا                                                                            | بيرت بوتيمان · هولندا                                                        | نوربرت كولودزي · ألمانيا الغربية                                                 |
| الوثب الطويل E              | يان كراوز · بولندا                                                                             | أندريس غارسيا · إسبانيا                                                      | جيرزي دابروفسكي · بولندا                                                         |
| الوثب الطويل E1             | كاتو زاهل بيدرسن · النرويج                                                                     | يورجن نيلسن · الدنمارك                                                       | يكوتيل غيرشوني · إسرائيل                                                         |
| الوثب الطويل F              | ماريان فيرزبيسكي · بولندا                                                                      | س. إيشي · اليابان                                                            | شينغ شي كو · هونغ كونغ                                                           |
| الوثب الطويل F1             | ماتياس بيرغ · ألمانيا الغربية                                                                  | تشارلز بيرت · كندا                                                           | ر. شاريمنتكي · ألمانيا الغربية                                                   |
| الوثب الثلاثي أ             | Soedjeman Dipowidjojo · هولندا                                                                 | Ryszard Kozuch · بولندا                                                      | Markku Onnela · فنلندا                                                           |
| الوثب الثلاثي ب             | Andrzej Pawlik · بولندا                                                                        | N. Alvarez · إسبانيا                                                         | Kalle Hautalahti · فنلندا                                                        |
| رمي الصولجان 1أ             | Wayne Patchett · أستراليا                                                                      | Francisco de las Fuentes · المكسيك                                           | Patrick McCool · جزيرة أيرلندا                                                   |
| رمي الصولجان 1ب             | Julius Duval · الولايات المتحدة                                                                | John Sands · جزر البهاما                                                     | Dennis Cherenko · كندا                                                           |
| رمي القرص 1أ                | Wayne Patchett · أستراليا                                                                      | Edund Weber · ألمانيا الغربية                                                | Patrick McCool · جزيرة أيرلندا                                                   |
| رمي القرص 1B                | جوليوس دوفال · الولايات المتحدة                                                                | م. هينونماكي · فنلندا                                                        | جون ساندز · جزر البهاما                                                          |
| رمي القرص 1C                | بيدرو ساندوفال · المكسيك                                                                       | ديفيد هايندز · نيوزيلندا                                                     | يوزف جاجيلا · بولندا                                                             |
| رمي القرص 2                 | غراهام كوندون · نيوزيلندا                                                                      | يوز أوكورين · يوغوسلافيا                                                     | روبرت توسا · الولايات المتحدة                                                    |
| رمي القرص 3                 | ريمي فان أوفيم · بلجيكا                                                                        | جافيث موسيوكي · كينيا                                                        | إريك راسل · أستراليا                                                             |
| رمي القرص 4                 | يوجين رايمر · كندا                                                                             | لويس جريب · الأرجنتين                                                        | ستيف جريج · بريطانيا العظمى                                                      |
| رمي القرص 5                 | Raymond Clark · السويد                                                                         | Jerzy Skrzypek · بولندا                                                      | Rene Ahrens · أستراليا                                                           |
| رمي القرص A                 | Pekka Kujala · فنلندا                                                                          | Dieter Grundmann · ألمانيا الغربية                                           | Ryszard Zyskowski · بولندا                                                       |
| رمي القرص B                 | Andrzej Godlewski · بولندا                                                                     | Gosta Karlsson · السويد                                                      | Teuno Talmia · فنلندا                                                            |
| رمي القرص C                 | Hans Josefiak · ألمانيا الغربية                                                                | Al Heaver · كندا                                                             | Zvi Hoffman · إسرائيل                                                            |
| رمي القرص C1                | Mieczyslaw Maminski · بولندا                                                                   | Pekka Ihalainen · فنلندا                                                     | Henryk Piatkowski · بولندا                                                       |
| رمي القرص CP C              | م. دي فليغهير · بلجيكا                                                                         | يهو عدني · إسرائيل                                                           | ريك روس · الولايات المتحدة                                                       |
| رمي القرص CP D              | بيورن تانجن · النرويج                                                                          | توم بيك · الولايات المتحدة                                                   | جاك كيلي · الولايات المتحدة                                                      |
| رمي القرص D                 | أندريجي بوبلاوسكي · بولندا                                                                     | أندريجي زميترويتش · بولندا                                                   | إسحاق نافون · إسرائيل                                                            |
| رمي القرص D1                | جون جيروم · الولايات المتحدة                                                                   | ريتشارد براينت · الولايات المتحدة                                            | والتر زيرل · النمسا                                                              |
| رمي القرص E                 | ألويس بيتز · ألمانيا الغربية                                                                   | جيرزي دابروفسكي · بولندا                                                     | أتي كاركاينن · فنلندا                                                            |
| رمي القرص فئة F             | أخيل برايت · بلجيكا                                                                            | دان ليونارد · كندا                                                           | هـ. ألبرتس · هولندا                                                              |
| رمي القرص فئة J             | ستانيسواف بالوخ · بولندا                                                                       | فيليب سادلر · بريطانيا العظمى                                                | دايل فينسنت · كندا                                                               |
| رمي الرمح فئة 1C            | غونتر سبيس · ألمانيا الغربية                                                                   | زيغماغ هينكر · ألمانيا الغربية                                               | جوزيف جاجيلا · بولندا                                                            |
| رمي الرمح فئة 2             | ج. ليفستون · هولندا                                                                            | روبرت توسا · الولايات المتحدة                                                | ج. ف. غ. وايرز · هولندا                                                          |
| رمي الرمح فئة 3             | ديفيس جيفرسون · جامايكا                                                                        | رينو ليفيس · الولايات المتحدة                                                | مارك دي فوس · بلجيكا                                                             |
| رمي الرمح 4                 | إ. بنز · ألمانيا الغربية                                                                       | يوهان شوباور · ألمانيا الغربية                                               | مارجان بيتيرنلي · يوغوسلافيا                                                     |
| رمي الرمح 5                 | رايموند كلارك · السويد                                                                         | جيرزي سكجيبك · بولندا                                                        | ب. موريل · فرنسا                                                                 |
| رمي الرمح ب                 | تيمو سوليسالو · فنلندا                                                                         | جيل ماروا · كندا                                                             | أندريه جودليفكسي · بولندا                                                        |
| رمي الرمح ج                 | جيلبرت فلانزر · النمسا                                                                         | آل هيفر · كندا                                                               | إ. كوهانل · ألمانيا الغربية                                                      |
| رمي الرمح ج1                | دينيس لابالم · كندا                                                                            | هنريك بياتكوفسكي · بولندا                                                    | ميتشيسلاف نامينسكي · بولندا                                                      |
| رمي الرمح CP C              | م. دي فليغير · بلجيكا                                                                          | يهو عدني · إسرائيل                                                           | ت. أ. فان دير مريل · هولندا                                                      |
| رمي الرمح CP D              | بيورن تانغن · النرويج                                                                          | تشارلز مويري · الولايات المتحدة                                              | أندرياس بوتينغر · سويسرا                                                         |
| رمي الرمح D                 | أندريه زميتروفيتش · بولندا                                                                     | ليون سور · فرنسا                                                             | بيرت بوتيمان · هولندا                                                            |
| رمي الرمح D1                | جون جيروم · الولايات المتحدة                                                                   | والتر زيرل · النمسا                                                          | نورمان بيرك · جامايكا                                                            |
| رمي الرمح E                 | جيرزي دابروفسكي · بولندا                                                                       | ألويس بيتز · ألمانيا الغربية                                                 | رينو ياسكيلاينن · فنلندا                                                         |
| رمي الرمح ف                 | دان ليونارد · كندا                                                                             | أشيل بيرات · بلجيكا                                                          | هـ. ألبرتس · هولندا                                                              |
| رمي الرمح ج                 | فيليب سادلر · بريطانيا العظمى                                                                  | متولي أحمد خضر · مصر                                                         | ستانيسلاف بالوخ · بولندا                                                         |
| دفع الجلة 1أ                | واين باتشيت · أستراليا                                                                         | إدوند ويبر · ألمانيا الغربية                                                 | س. ويلكنز · الولايات المتحدة                                                     |
| دفع الجلة 1ب                | محمد بشير التجاني · السودان                                                                    | جوليوس دوفال · الولايات المتحدة                                              | جون دوناهيو · كندا                                                               |
| دفع الجلة 1ج                | غونتر سبايس · ألمانيا الغربية                                                                  | سيغمار هنكر · ألمانيا الغربية                                                | ديفيد هيندز · نيوزيلندا                                                          |
| دفع الجلة 2                 | موراي تود · أستراليا                                                                           | فالتر هيرتل · ألمانيا الغربية                                                | كلاوس ستيفنز · جزيرة أيرلندا                                                     |
| دفع الجلة 3                 | إيريك راسل · أستراليا                                                                          | جافث موسيوكي · كينيا                                                         | مارك دي فوس · بلجيكا                                                             |
| دفع الجلة 4                 | دوغ ليونز · كندا                                                                               | ستيف جريج · بريطانيا العظمى                                                  | يوهان شوهبور · ألمانيا الغربية                                                   |
| دفع الجلة 5                 | ريموند كلارك · السويد                                                                          | يرزي سكربيك · بولندا                                                         | ياشيك كوالك · بولندا                                                             |
| دفع الجلة أ                 | جيمس نيبل · الولايات المتحدة                                                                   | بيكا كويالا · فنلندا                                                         | ديتر جروندمن · ألمانيا الغربية                                                   |
| دفع الجلة ب                 | جوستا كارلسون · السويد                                                                         | جيمس ماسترو · الولايات المتحدة                                               | أندريه جودليفسكي · بولندا                                                        |
| دفع الجلة ج                 | هانس جوزيفياك · ألمانيا الغربية                                                                | زفي كارش · إسرائيل                                                           | إي. كوينيل · ألمانيا الغربية                                                     |
| دفع الجلة ج1                | ميتشيسواف مامنسكي · بولندا                                                                     | بيكا إيهالاينن · فنلندا                                                      | هنريك بياتكوفسكي · بولندا                                                        |
| دفع الجلة CP ج              | أليكس هيرمانز · بلجيكا                                                                         | إم. دي فليجيري · بلجيكا                                                      | ويلي ميرمود · سويسرا                                                             |
| دفع الجلة CP د              | توم بيك · الولايات المتحدة                                                                     | بيورن تانجن · النرويج                                                        | فرانيو إزلاكار · يوغوسلافيا                                                      |
| دفع الجلة فئة D             | أندريه بوبلاوسكي · بولندا                                                                      | أندريه زميترويتش · بولندا                                                    | ج. دورست · ألمانيا الغربية                                                       |
| دفع الجلة فئة D1            | جون جيروم · الولايات المتحدة                                                                   | ريتشارد براينت · الولايات المتحدة                                            | نورمان بيرك · جامايكا                                                            |
| دفع الجلة فئة E             | ألويس بيز · ألمانيا الغربية                                                                    | جيرزي دابروفسكي · بولندا                                                     | أتي كاركاينن · فنلندا                                                            |
| دفع الجلة فئة F             | أخيل برايت · بلجيكا                                                                            | دان ليونارد · كندا                                                           | يورغن كيرن · ألمانيا الغربية                                                     |
| دفع الجلة فئة J             | ستانيسواف بَلُخ · بولندا                                                                         | فيليب سادلر · بريطانيا العظمى                                                | دايل فينسنت · كندا                                                               |
| التعرج 1A                   | ماينراد كافيجيلي · سويسرا                                                                      | فرانسيسكو دي لاس فوينتيس · المكسيك                                           | إد بات · كندا                                                                    |
| التعرج 1B                   | جيوفاني تشوفريدا · إيطاليا                                                                     | C. J. M. سليكيرمان · هولندا                                                  | J. فان دير بيلت · هولندا                                                         |
| التعرج 1C                   | دي. ميلر · نيوزيلندا                                                                           | خوان كورنيخو · المكسيك                                                       | كازو ياماجوتشي · اليابان                                                         |
| التعرج 2                    | يوشيو تسونودا · اليابان                                                                        | غراهام كوندون · نيوزيلندا                                                    | ينسن فريتس ستيلبورج · الدنمارك                                                   |
| التعرج 3                    | بول فان وينكل · بلجيكا                                                                         | جريجور جولومبيك · ألمانيا الغربية                                            | فريد بوينتر · أستراليا                                                           |
| التعرج 4                    | تادانوبو جو · اليابان                                                                          | ماساهيرو هارا · اليابان                                                      | رون مينور · كندا                                                                 |
| التعرج 5                    | فرانز نيتليسباخ · سويسرا                                                                       | فوميو أوجاوا · اليابان                                                       | روبرت ماكنتاير · أستراليا                                                        |
| التعرج F1                   | أندرياس براند · ألمانيا الغربية                                                                | ماتياس بيرغ · ألمانيا الغربية                                                | خاطر عيد غريب · مصر                                                              |
| الخماسي 1A                  | يو. إيكونين · فنلندا                                                                           | ماتي لاونونين · فنلندا                                                       | لا أحد                                                                           |
| الخماسي 1B                  | ج. فرانك · النمسا                                                                              | إيان تريويلا · أستراليا                                                      | غوران إريكسون · السويد                                                           |
| خماسي 1C                    | زيغمار هنكر · ألمانيا الغربية                                                                  | فيليكس ليتنر · النمسا                                                        | باتريك ريد · جامايكا                                                             |
| خماسي 2                     | والتر هيرتله · ألمانيا الغربية                                                                 | ج. ف. ج. ويرس · هولندا                                                       | جوزيبي ترييست · إيطاليا                                                          |
| خماسي 3                     | رينو لويس · الولايات المتحدة                                                                   | وولفغانغ ستيغ · النمسا                                                       | إريك راسل · أستراليا                                                             |
| خماسي 4                     | يوهان شوباور · ألمانيا الغربية                                                                 | ل. زيس · الولايات المتحدة                                                    | و. فلاش · ألمانيا الغربية                                                        |
| خماسي 5                     | ريموند كلارك · السويد                                                                          | م. دي ماير · بلجيكا                                                          | ب. أوست · ألمانيا الغربية                                                        |
| خماسي أ                     | ريتشارد زيسكوفسكي · بولندا                                                                     | روفين بيرخ · إسرائيل                                                         | ديفيد جاكوبوفيتش · إسرائيل                                                       |
| خماسي ب                     | أندريه باوليك · بولندا                                                                         | بافيل يانوفيتش · بولندا                                                      | داني دي سوتير · بلجيكا                                                           |
| خماسي ج                     | آل هيفر · كندا                                                                                 | جورج يورغ · النمسا                                                           | زفي هوفمان · إسرائيل                                                             |
| خماسي ج1                    | كارل بريختزيغ · النمسا                                                                         | لاسي إيفا · فنلندا                                                           | لا يوجد                                                                          |
| خماسي د                     | أنتوني ويليس · بريطانيا العظمى                                                                 | جيرارد جرينينجر · النمسا                                                     | إسحاق نافون · إسرائيل                                                            |
| الخماسي D1                  | ريتشارد براينت · الولايات المتحدة                                                              | والتر زيرل · النمسا                                                          | لا شيء                                                                           |
| الخماسي E                   | كريس فيسي · كندا                                                                               | رينو جاسكلينن · فنلندا                                                       | فولفغانغ بيكل · النمسا                                                           |
| الخماسي E1                  | يورغ نيلسن · الدنمارك                                                                          | لا شيء                                                                       | لا شيء                                                                           |
| الخماسي F                   | دان ليونارد · كندا                                                                             | سيب غاسر · النمسا                                                            | هيكي مييتينين · فنلندا                                                           |

### أحداث النساء
| حدث                   | الذهبية                                                                   | الفضية | البرونزية                                                                                    |
| --------------------- | ------------------------------------------------------------------------- | --- | -------------------------------------------------------------------------------------------- |
| 60 م 1A               | جوزيفينا كورنيخو · المكسيك                                                | كارين دونالدسون · الولايات المتحدة                                                                         | ماجي مكليلان · بريطانيا العظمى                                                               |
| 60 م 1B               | سي. باتون · الولايات المتحدة                                              | مارثا ساندوفال · المكسيك                                                                                   | روسلين غالاغر · جزيرة أيرلندا                                                                |
| 60 م 1C               | أحمد فتحي حنان · مصر                                                      | غابرييلا بورجيو · إيطاليا                                                                                  | شارون مايرز · الولايات المتحدة                                                               |
| 60 م 2                | عدالة الرومي · الكويت                                                     | دورا غارسيا · المكسيك                                                                                      | غلي لايفورد · الولايات المتحدة                                                               |
| 60 م 3                | أنجلز فالديز · المكسيك                                                    | باربرا هاوي · بريطانيا العظمى                                                                              | آنا ريتا سيروني · إيطاليا                                                                    |
| 60 م 4                | شارون راهن · الولايات المتحدة                                             | سي. بيتيتوت · فرنسا                                                                                        | كاثرين لين كارلتون · الولايات المتحدة                                                        |
| 60 م 5                | جوانا سوتو · المكسيك                                                      | سو هوبس · أستراليا                                                                                         | كيرستين ويكسن · السويد                                                                       |
| 60 م أ                | كارميلا لوفيت · الولايات المتحدة                                          | لو كيلر · الولايات المتحدة                                                                                 | ميليسا ريكتس · الولايات المتحدة                                                              |
| 60 متر CP C           | أونفروي · فرنسا                                                           | مارغو مادوكس · الولايات المتحدة                                                                            | ليندا فيني · الولايات المتحدة                                                                |
| 60 متر CP D           | دي. دوسيمونت · فرنسا                                                      | زيتا كارلين · سويسرا                                                                                       | رويه · فرنسا                                                                                 |
| 100 متر B             | غرازينا كوزلوفسكا · بولندا                                                | جون سميث · الولايات المتحدة                                                                                | جي. مدريد · إسبانيا                                                                          |
| 100 متر C             | آن فاريل · كندا                                                           | كارين جيليس · كندا                                                                                         | شارمين كري · أستراليا                                                                        |
| 100 متر C1            | دانووتا كوزلاك · بولندا                                                   | لا أحد | لا أحد                                                                                       |
| 100 م D               | ميلودي ويليامسون · الولايات المتحدة                                       | آر. كيربي · الولايات المتحدة                                                                               | لا أحد                                                                                       |
| 100 م D1              | سارة نيولاند · جامايكا                                                    | باربارا بيدلا · بولندا                                                                                     | أليونا فيتشوريك · بولندا                                                                     |
| 100 م E               | باربارا جوسلين · بريطانيا العظمى                                          | آر. رانتيلا · فنلندا                                                                                       | زوفيا ميليش · بولندا                                                                         |
| 100 م F               | هيرومي نوبوموتو · اليابان                                                 | كريستينا تشفيكلينسكا · بولندا                                                                              | لا أحد                                                                                       |
| 100 م F1              | جيزيل كول · كندا                                                          | لينا فرانزيسي · إيطاليا                                                                                    | لا أحد                                                                                       |
| 200 م 2               | أديلا الرومي · الكويت                                                     | باتريشيا هيل · نيوزيلندا                                                                                   | غلي لايفورد · الولايات المتحدة                                                               |
| 200 م 3               | كانديس كابل · الولايات المتحدة                                            | أنجلز فالديز · المكسيك                                                                                     | كارين كاسبر · الولايات المتحدة                                                               |
| 400 م 2               | غلي لايفورد · الولايات المتحدة                                            | إليزابيث بيسكولم · سويسرا                                                                                  | باتريشيا هيل · نيوزيلندا                                                                     |
| 400 م 3               | كانديس كابل · الولايات المتحدة                                            | أنجلز فالديز · المكسيك                                                                                     | بام فرازي · كندا                                                                             |
| 400 م أ               | لو كيلر · الولايات المتحدة                                                | بوريفيكاسيون سانتامارتا · إسبانيا                                                                          | إيفا يوهانسون · السويد                                                                       |
| 400 م ب               | إ. شافهاوزن · ألمانيا الغربية                                             | بريندا ويلز · الولايات المتحدة                                                                             | دونا ويب · الولايات المتحدة                                                                  |
| 400 م C1              | دانووتا كوزلاك · بولندا                                                   | لا يوجد | لا يوجد                                                                                      |
| 400 م CP C            | أونفروي · فرنسا                                                           | فيرونيك روشيه · فرنسا                                                                                      | ليندا فيني · الولايات المتحدة                                                                |
| 400 م CP D            | د. دوسيمونت · فرنسا                                                       | رويه · فرنسا                                                                                               | جوان جوارديولا · الولايات المتحدة                                                            |
| 400 م د               | ر. كيربي · الولايات المتحدة                                               | لا يوجد | لا يوجد                                                                                      |
| 400 م D1 عداءات       | ألينا فيتزريك · بولندا                                                    | لا أحد | لا أحد                                                                                       |
| 400 م D1 مقاعد متحركة | باربارا بدلا · بولندا                                                     | لا أحد | لا أحد                                                                                       |
| 400 م E               | باربارا جوسلين · بريطانيا العظمى                                          | ر. رانتيلا · فنلندا                                                                                        | لا أحد                                                                                       |
| 400 م F1              | جيزيل كول · كندا                                                          | أو. سيفرت · ألمانيا الغربية                                                                                | بترا شاد · ألمانيا الغربية                                                                   |
| 800 م 4               | شارون راهن · الولايات المتحدة                                             | كاثرين لين كارلتون · الولايات المتحدة                                                                      | آنا ماريا تينوريو · المكسيك                                                                  |
| 800 م 5               | خوانا سوتو · المكسيك                                                      | سو هوبز · أستراليا                                                                                         | سي. كيرتيس · الولايات المتحدة                                                                |
| 800 م أ               | سوزان فيتجي · ألمانيا الغربية                                             | دوريس كامبل · النمسا                                                                                       | كاي. بينانين · فنلندا                                                                        |
| 800 م ب               | إي. شافهاوزن · ألمانيا الغربية                                            | بريندا ويلز · الولايات المتحدة                                                                             | ليلي وونغ · كندا                                                                             |
| 1500 م 4              | شارون راهن · الولايات المتحدة                                             | كاثرين لين كارلتون · الولايات المتحدة                                                                      | سي. زاير · ألمانيا الغربية                                                                   |
| 1500 م 5              | خوانا سوتو · المكسيك                                                      | سو هوبز · أستراليا                                                                                         | سي. كيرتيس · الولايات المتحدة                                                                |
| 1500 م F1             | بيتر شاد · ألمانيا الغربية                                                | لينا فرانسيز · إيطاليا                                                                                     | لا شيء                                                                                       |
| 3000 م مشي A          | شيريل هيرد · كندا                                                         | ماري كووسمانس · بلجيكا                                                                                     | و. أومشيرو · اليابان                                                                         |
| 4×60 م تتابع 1A-1C    | الولايات المتحدة (الولايات المتحدة الأمريكية)                             | لا شيء | لا شيء                                                                                       |
| 4×60 م تتابع 2-5      | المكسيك (المكسيك) · روزا كامارا · دورا غارسيا · خوانا سوتو · أنجيلس فالدز | الولايات المتحدة (الولايات المتحدة الأمريكية) · كانداس كابل · كاثرين لين كارلتون · كارن كاسبر · شارون راهن | ألمانيا الغربية (ألمانيا الغربية) · فالتراود هاغنلوشر · إيرول ماركلاين · س. روللي · ك. زيهير |
| 4×60 م تتابع CP C     | الولايات المتحدة (الولايات المتحدة الأمريكية)                             | لا شيء | لا شيء                                                                                       |
| تتابع 4×60 متر CP D   | لا شيء                                                                    | لا شيء | لا شيء                                                                                       |
| القفز العالي A        | جوكي فان ريجسويك · هولندا                                                 | إيلس بوهنيج · ألمانيا الغربية                                                                              | شيريل هيرد · كندا                                                                            |
| القفز العالي B        | جانيت رولي · الولايات المتحدة                                             | لينيل برانتنر · الولايات المتحدة                                                                           | آنا أوستابا · كندا                                                                           |
| القفز العالي C        | شارمين كري · أستراليا                                                     | لا شيء | لا شيء                                                                                       |
| القفز العالي D        | سو جريمستيد · كندا                                                        | لا شيء | لا شيء                                                                                       |
| الوثب الطويل ب        | I. شافهاوزن · ألمانيا الغربية                                             | دونا ويب · الولايات المتحدة                                                                                | بوزينا كفياكوسكا · بولندا                                                                    |
| الوثب الطويل ج        | آن فاريل · كندا                                                           | شارمين كري · أستراليا                                                                                      | كارين جيليس · كندا                                                                           |
| الوثب الطويل CP ج     | أونفروي · فرنسا                                                           | فيرونيك روشيت · فرنسا                                                                                      | مارجو مادوكس · الولايات المتحدة                                                              |
| الوثب الطويل CP د     | د. دوسيمونت · فرنسا                                                       | رويت · فرنسا                                                                                               | ميليسا نوا · الولايات المتحدة                                                                |
| الوثب الطويل د        | سو جريمستيد · كندا                                                        | ت. ج. نيهوف-إنجيلبرتنك · هولندا                                                                            | لا يوجد                                                                                      |
| القفز الطويل E        | باربارا جوسلين · بريطانيا العظمى                                          | زوفيا ميليتش · بولندا                                                                                      | ر. رانتيلا · فنلندا                                                                          |
| القفز الطويل F        | هيرومي نوبوموتو · اليابان                                                 | كريستينا تشويكلينسكا · بولندا                                                                              | لا شيء                                                                                       |
| القفز الطويل F1       | جيزيل كول · كندا                                                          | أو. سيفيرت · ألمانيا الغربية                                                                               | بترا شاد · ألمانيا الغربية                                                                   |
| رمي العصا 1A          | جوزيفينا كورنيخو · المكسيك                                                | ساندرا جيمس · زيمبابوي                                                                                     | يوجينيا جارسيا · الأرجنتين                                                                   |
| رمي العصا 1B          | مينيت ويلسون · جامايكا                                                    | مارثا ساندوفال · المكسيك                                                                                   | روزالين غالاغر · جزيرة أيرلندا                                                               |
| رمي القرص 1A          | خوسيفينا كورنيخو · المكسيك                                                | ساندرا جيمس · زيمبابوي                                                                                     | أوجينيا غارسيا · الأرجنتين                                                                   |
| رمي القرص 1B          | مارثا ساندوفال · المكسيك                                                  | روث روزنباوم · الولايات المتحدة                                                                            | روزلين جالاغر · جزيرة أيرلندا                                                                |
| رمي القرص 1C          | شارون مايرز · الولايات المتحدة                                            | أحمد فتحي حنان · مصر                                                                                       | جابرييلا بوريجيو · إيطاليا                                                                   |
| رمي القرص 2           | كاري نيلسن · النرويج                                                      | م. برايس · بريطانيا العظمى                                                                                 | كريستينا أوفشارجيك · بولندا                                                                  |
| رمي القرص 3           | زدزيسلاوا زافاديا · بولندا                                                | كويدا وايت · جامايكا                                                                                       | كاثي دن · جزيرة أيرلندا                                                                      |
| رمي القرص 4           | كاثرين لين كارلتون · الولايات المتحدة                                     | ليليا هاراسيمتشوك · بولندا                                                                                 | باربرا ماجدا · بولندا                                                                        |
| رمي القرص 5           | ليون ويليامز · جامايكا                                                    | سي. سوانبول · ألمانيا الغربية                                                                              | إيفا بورجوندر · سويسرا                                                                       |
| رمي القرص A           | ميليسا ريكيتس · الولايات المتحدة                                          | إم. إيه. تي. بولدرمان-كورتكاس · هولندا                                                                     | تي. جي. سكيبويث · نيوزيلندا                                                                  |
| رمي القرص B           | جانيت رولي · الولايات المتحدة                                             | باربرا ووردك · بولندا                                                                                      | جي. فيبر · ألمانيا الغربية                                                                   |
| رمي القرص C           | آن فاريل · كندا                                                           | ليزا ماكيلا · فنلندا                                                                                       | شارمين كري · أستراليا                                                                        |
| رمي القرص C1          | سارة بايكر · كندا                                                         | دانوتا كوزلاك · بولندا                                                                                     | إليزابيث أوستروالدر · سويسرا                                                                 |
| رمي القرص CP C        | م. جودارد · بريطانيا العظمى                                               | أرليت بيلر · سويسرا                                                                                        | ديبي بوش · الولايات المتحدة                                                                  |
| رمي القرص CP D        | آن ماري روبرتس · الولايات المتحدة                                         | كريس فولر · الولايات المتحدة                                                                               | زيتا كارلن · سويسرا                                                                          |
| رمي القرص D           | ستيفانيا بالتا · كندا                                                     | ت. ج. نيهونف-إنجلبرتينك · هولندا                                                                           | ماريان رومل · النمسا                                                                         |
| رمي القرص D1          | باربرا بيدلا · بولندا                                                     | جابر علي نجاة · مصر                                                                                        | ألينا فيتشوريك · بولندا                                                                      |
| رمي القرص E           | زوفيا ميليك · بولندا                                                      | لا يوجد | لا يوجد                                                                                      |
| رمي القرص F           | كريستينا تشويكلينسكا · بولندا                                             | هيرومي نوبوموتو · اليابان                                                                                  | لا يوجد                                                                                      |
| رمي الرمح 1C          | شارون مايرز · الولايات المتحدة                                            | أحمد فتحي حنان · مصر                                                                                       | لا يوجد                                                                                      |
| رمي الرمح 2           | كاري نيلسن · النرويج                                                      | كريستينا أوكتشارتشيك · بولندا                                                                              | م. برايس · بريطانيا العظمى                                                                   |
| رمي الرمح 3           | لوسي وانجيرو · كينيا                                                      | ماري دوب · زيمبابوي                                                                                        | هالينا سوبولوسكا · بولندا                                                                    |
| رمي الرمح 4           | ليسي كوجي · الدنمارك                                                      | هنرييت ديفيس · جامايكا                                                                                     | ميلكا ميلينكوفيتش · يوغوسلافيا                                                               |
| رمي الرمح 5           | زيبورا روبين · إسرائيل                                                    | ليون ويليامز · جامايكا                                                                                     | بي. فيرمولين · بلجيكا                                                                        |
| رمي الرمح أ           | ميليسا ريكتس · الولايات المتحدة                                           | إم. أ. ت. بولدرمان-كورتيكاس · هولندا                                                                       | بريجيت أوتو-لانج · ألمانيا الغربية                                                           |
| رمي الرمح ب           | دوروتا بلوك · بولندا                                                      | باربارا ورداك · بولندا                                                                                     | ليلي وونغ · كندا                                                                             |
| رمي الرمح ج           | آن فاريل · كندا                                                           | ليسا ميكيلا · فنلندا                                                                                       | شارمين كري · أستراليا                                                                        |
| رمي الرمح C1          | سارة بيكر · كندا                                                          | إليزابيث أوستيروالدر · سويسرا                                                                              | دانوتا كوزلاك · بولندا                                                                       |
| رمي الرمح CP C        | م. جودارد · بريطانيا العظمى                                               | بيف هيرزوج · الولايات المتحدة                                                                              | أرليت بيلير · سويسرا                                                                         |
| رمي الرمح CP D        | أماندا كيفين · بريطانيا العظمى                                            | ماري فون · الولايات المتحدة                                                                                | روزماري تيرلي · الولايات المتحدة                                                             |
| رمي الرمح D           | ستيفانيا بالتا · كندا                                                     | ميلودي ويليامسون · الولايات المتحدة                                                                        | ت. ج. نيهوف-إنغلبرتنك · هولندا                                                               |
| رمي الرمح D1          | جابر علي نجاة · مصر                                                       | ب. مارتن · الولايات المتحدة                                                                                | باربارا بيدلا · بولندا                                                                       |
| رمي الرمح الفئة E     | زوفيا مييليش · بولندا                                                     | لا يوجد | لا يوجد                                                                                      |
| رمي الرمح الفئة F     | هيرومي نوبوموتو · اليابان                                                 | كريستينا تشفيكلينسكا · بولندا                                                                              | لا يوجد                                                                                      |
| دفع الجلة الفئة 1A    | خوسيفينا كورنيخو · المكسيك                                                | ساندرا جيمس · زيمبابوي                                                                                     | يوجينيا جارسيا · الأرجنتين                                                                   |
| دفع الجلة الفئة 1B    | سي. باتون · الولايات المتحدة                                              | مارثا ساندوفال · المكسيك                                                                                   | مينيت ويلسون · جامايكا                                                                       |
| دفع الجلة الفئة 1C    | أحمد فتحي حنان · مصر                                                      | شارون مايرز · الولايات المتحدة                                                                             | لا يوجد                                                                                      |
| دفع الجلة 2           | م. برايس · بريطانيا العظمى                                                | عديلة الرومي · الكويت                                                                                      | كريستينا أوفتشارتشيك · بولندا                                                                |
| دفع الجلة 3           | ايف م. ريمر · نيوزيلندا                                                   | فالتراود هاجنلوشر · ألمانيا الغربية                                                                        | هالينا سوبوليفسكا · بولندا                                                                   |
| دفع الجلة 4           | هنرييت ديفيس · جامايكا                                                    | ليسي كوغي · الدنمارك                                                                                       | ميلكا ميلينكوفيتش · يوغوسلافيا                                                               |
| دفع الجلة 5           | ليون وليامز · جامايكا                                                     | سي. سوانيبويل · ألمانيا الغربية                                                                            | زيبورا روبين · إسرائيل                                                                       |
| دفع الجلة A           | م. أ. ت. بولدرمان-كورتكاس · هولندا                                        | إيلز بوهينج · ألمانيا الغربية                                                                              | بريجيت أوتو-لانج · ألمانيا الغربية                                                           |
| دفع الجلة A           | م. أ. ت. بولدرمان-كورتكاس · هولندا                                        | إيلز بوهينج · ألمانيا الغربية                                                                              | ميليسا ريكيتس · الولايات المتحدة                                                             |
| رمي الجلة ب           | جانيت روولي · الولايات المتحدة                                            | ج. فيبر · ألمانيا الغربية                                                                                  | باربارا ورداك · بولندا                                                                       |
| رمي الجلة ج           | آن فاريل · كندا                                                           | ليسا ماكيلا · فنلندا                                                                                       | لا أحد                                                                                       |
| رمي الجلة ج1          | اليزابيث أوستروالدر · سويسرا                                              | دانوتا كوزلاك · بولندا                                                                                     | لا أحد                                                                                       |
| رمي الجلة CP ج        | م. جودارد · بريطانيا العظمى                                               | بيف هيرتسوغ · الولايات المتحدة                                                                             | لا أحد                                                                                       |
| دفع الثقل CP D        | D. دوسيمونت · فرنسا                                                       | زيتا كارلين · سويسرا                                                                                       | أماندا كيفين · بريطانيا العظمى                                                               |
| دفع الثقل D           | ستيفانيا بالتا · كندا                                                     | إيدلتراود روسو · سويسرا                                                                                    | ت. ج. نيهوف-إنغيلبيرتنك · هولندا                                                             |
| دفع الثقل D1          | باربرا بيدلا · بولندا                                                     | أليونا فيتشوريك · بولندا                                                                                   | جابر علي نجات · مصر                                                                          |
| دفع الثقل E           | زوفيا ميليخ · بولندا                                                      | لا أحد | لا أحد                                                                                       |
| دفع الجُلة فئة F       | كريستينا تشفيكلينسكا · بولندا                                             | هيرومي نوبوموتو · اليابان                                                                                  | لا أحد                                                                                       |
| تزلج 1A               | كارين دونالدسون · الولايات المتحدة                                        | خوسيفينا كورنيخو · المكسيك                                                                                 | جيه توومي · جزيرة أيرلندا                                                                    |
| تزلج 1B               | سي باتون · الولايات المتحدة                                               | روث روزنبام · الولايات المتحدة                                                                             | روزا سيكاري · إيطاليا                                                                        |
| تزلج 1C               | غابرييلا بورجيو · إيطاليا                                                 | شارون مايرز · الولايات المتحدة                                                                             | لا أحد                                                                                       |
| التعرج 2              | باتريشيا هيل · نيوزيلندا                                                  | إنغريد لوريدسن · الدنمارك                                                                                  | مارغيت كويل · ألمانيا الغربية                                                                |
| التعرج 3              | دارلين كوينلان · الولايات المتحدة                                         | نيلا مكفيرسون · جامايكا                                                                                    | آني كورنيل · بلجيكا                                                                          |
| التعرج 4              | ب. إيكيرت · ألمانيا الغربية                                               | ك. زيتهاير · ألمانيا الغربية                                                                               | تشييوكو أوماي · اليابان                                                                      |
| التعرج 5              | جوان مكالونالد · كندا                                                     | ريتا بروير · ألمانيا الغربية                                                                               | روزا زوغ · سويسرا                                                                            |
| البنتاثلون 1B         | روزلين غالاغر · جزيرة أيرلندا                                             | روث روزينبوم · الولايات المتحدة                                                                            | لا شيء                                                                                       |
| البنتاثلون 2          | مارغيت كويل · ألمانيا الغربية                                             | كريستينا أوفشارشيك · بولندا                                                                                | لا شيء                                                                                       |
| البنتاثلون 3          | والترود هاغنلوخر · ألمانيا الغربية                                        | جولي راسل · أستراليا                                                                                       | كاثي دون · جزيرة أيرلندا                                                                     |
| البنتاثلون 4          | ليليا هاراشيمتشوك · بولندا                                                | س. باتران · ألمانيا الغربية                                                                                | آنا ماريا تينوريو · المكسيك                                                                  |
| الخماسي 5             | كيرستين فيكسن · السويد                                                    | س. روللي · ألمانيا الغربية                                                                                 | لا يوجد                                                                                      |
| الخماسي أ             | إلسي بوهنيج · ألمانيا الغربية                                             | لو كيلر · الولايات المتحدة                                                                                 | دونا براون · الولايات المتحدة                                                                |
| الخماسي ب             | ك. م. فيرث · نيوزيلندا                                                    | لوسيل بايارجون · كندا                                                                                      | لينيل برانتنر · الولايات المتحدة                                                             |
| الخماسي د             | ستيفانيا بالت · كندا                                                      | ماريان رومل · النمسا                                                                                       | لا يوجد                                                                                      |